# والابی مرداب
والابی مرداب (نام علمی: Wallabia bicolor) نام یک گونه از شاخه طنابداران است.